# In Another World with My Smartphone
In Another World with My Smartphone (異世界はスマートフォンとともに。?, Isekai wa sumātofon to tomo ni., lett. "In un mondo parallelo con uno smartphone.") è una serie di light novel scritta da Patora Fuyuhara e illustrata da Eiji Usatsuka, edita da Hobby Japan, sotto l'etichetta HJ Novels, da maggio 2015. Un adattamento manga ha iniziato la serializzazione sulla rivista Comp Ace di Kadokawa Shoten il 26 novembre 2016, mentre un adattamento anime, prodotto da Production Reed, è stato trasmesso in Giappone tra l'11 luglio e il 26 settembre 2017. Una seconda stagione, prodotta da J.C.Staff, è stata trasmessa dal 3 aprile al 19 giugno 2023.

## Trama
Il giovane studente Touya Mochizuki viene inavvertitamente ucciso quando un dio distratto scaglia per errore un fulmine su di lui. Per farsi perdonare, la vecchia divinità, il cui compito consiste nel far reincarnare le anime dei defunti in mondi diversi da quello in cui sono appena deceduti, permette al ragazzo di poter esprimere un desiderio prima della sua imminente rinascita, e Touya chiede di poter portare con sé il proprio smartphone.
Resuscitato in un mondo magico, Touya si ritrova così con un grande potere, capace da solo di decidere le sorti di una nazione e renderlo a sua volta una specie di divinità.

## Personaggi

I protagonisti nella serie anime. Da sinistra: Leen, Kokuyo e Sango (in alto). Al centro: Elze, Linze, Touya, Sue e Kohaku (in basso), Yumina e Lucia. Sullo sfondo: Hildegard e Yae. A destra: Kogyoku (in alto) e Sakura

Touya Mochizuki (望月 冬夜?, Mochizuki Tōya)
Doppiato da: Katsumi Fukuhara
Un quindicenne della Terra fatto rinascere da Dio nell'altro mondo come scusa per l'errore di quest'ultimo nell'averlo ucciso accidentalmente. Il suo smartphone è la sua unica connessione rimanente con la Terra; anche se non può più interagirvi direttamente può comunque accedere a Internet per vedere le varie notizie della Terra e la batteria può essere ricaricata con l'energia magica. È dotato di tutti e sette gli attributi magici: Fuoco, Acqua, Vento, Terra, Luce, Oscurità e Vuoto. Comincia come un semplice avventuriero nel Regno di Belfast, anche se grazie alle sue doti e alla sua umile natura diventa rapidamente famoso attraverso azioni impulsive. Dopo aver scoperto il primo Giardino aereo di Babylon si mette alla ricerca degli altri suoi componenti per sconfiggere i Fraze. Secondo la visione della Regina Babylon, Touya avrebbe avuto in totale nove mogli. Man mano che la storia prosegue forma dei patti con tutte e quattro le Bestie divine. Diventa anche il re del Ducato di Brunhild, dopo aver contribuito ad appianare le relazioni tra l'Impero di Regulus e il Regno di Belfast. È anche il primo avventuriero di rango argento ad apparire in 18 anni, e più tardi, dopo aver conseguito il grado d'oro, diventa uno dei due "eroi" viventi nel mondo. Viene rivelato, dato che Dio ha ricostituito il suo corpo nel Regno divino, che è diventato un semidio.
Elze Silhoueska (エルゼ・シルエスカ?, Eruze Shiruesuka)
Doppiata da: Maaya Uchida
La sorella maggiore delle gemelle Silhoueska, ha i capelli lunghi e un petto più piccolo della sorella Linze. Touya le incontra all'inizio del suo viaggio, salvandole da due ladri in un vicolo, e da allora in poi si registrano insieme come gruppo di avventurieri con la gilda locale. Elze combatte con un paio di guanti incantati e può usare solo la magia senza attributo "Boost", che aumenta le sue capacità fisiche. Durante i suoi viaggi sviluppa dei sentimenti verso Touya, ma cerca di trattenerli per il bene di sua sorella, anche lei innamoratasi di lui. Alla fine, lei e Yae combattono Touya in una finta battaglia e vincono, chiedendo come premio di diventare sue fidanzate. È la terza fidanzata di Touya.
Linze Silhoueska (リンゼ・シルエスカ?, Rinze Shiruesuka)
Doppiata da: Yui Fukuo
La sorella minore delle gemelle Silhoueska. Con la sua intelligenza e talento naturale, è la specialista magica delle due sorelle. Ha i capelli corti e il seno più grande di sua sorella, e può usare tre attributi magici: Fuoco, Acqua e Luce. Linze è la più delicata delle ragazze del gruppo, spesso appare timida e facilmente agitata, anche se nella rara occasione in cui è arrabbiata Touya crede che sia la più spaventosa. Sviluppa dei sentimenti per Touya, ma all'inizio non può ammetterli. Più tardi, quando Francesca registra Touya come il suo nuovo padrone tramite un bacio, Linze ha coraggiosamente confessato il suo amore e bacia Touya di fronte alle altre ragazze. Poco dopo, diventa la seconda fidanzata di Touya.
Yae Kokonoe (九重 八重?, Kokonoe Yae)
Doppiata da: Chinatsu Akasaki
Nata nel paese dell'estremo oriente di Eashen, molto simile al Giappone feudale, in una famiglia di samurai, Yae lasciò la sua casa per viaggiare e affinare le sue abilità altrove. Il gruppo di Touya la incontra durante i loro viaggi, aiutandola a respingere un gruppo di ruffiani che la stavano attaccando. Successivamente, decide di accompagnare Touya aggregandosi anche lei al gruppo. Alla fine ritorna a Eashen insieme al suo gruppo per salvare suo padre, suo fratello e la sua città da una guerra di provincia all'interno del paese. In tutti questi eventi, si innamora di Touya. Alla fine, lei e Elze combattono Touya in una finta battaglia e vincono, chiedendo come premio di diventare sue fidanzate. È la quarta fidanzata di Touya.
Sushie Ernea Ortlinde (スゥシィ・エルネア・オルトリンデ?, Sūshī Erunea Orutorinde)
Doppiata da: Nanami Yamashita
Figlia del duca Alfred Urnes Ortlinde e della duchessa Ellen Ernes Ortlinde, sorella maggiore di Edward, nipote del re Tristwin e della regina Yuel, e cugina di Yumina e Yamato. Sushie preferisce che i suoi amici la chiamino Sue (ス ゥ?, Sū). Incontra il gruppo di Touya all'inizio della storia quando la salvano da un tentativo di rapimento, portandola ad avere una cotta per Touya. Inoltre introduce Touya a suo padre, spiegando come sua madre è stata maledetta dalla cecità, desiderando che suo nonno, che era un utente delle magie del Vuoto e della Luce, fosse ancora vivo per la cura. Poiché Sue possiede solo la magia della Luce, come il nonno e Linze, non è mai riuscita a padroneggiarla per annullare la condizione degli occhi della madre, poiché le mancava la magia del Vuoto di recupero, che invece aveva il nonno. Per pura coincidenza, Touya cura la malattia degli occhi della madre di Sue, guadagnandosi un grande onore nel Regno di Belfast. Sue riceve l'addestramento al combattimento da Cecile e Lapis, mentre Leen le insegna le abilità magiche. È anche buona amica di Renne e Arma. La sua innocente ingenuità, però, spesso porta a momenti imbarazzanti. Più tardi, per proteggere Sue da un fidanzamento politico da un principe straniero sospettato di pedofilia, Touya decide di farla diventare la sua sesta fidanzata.
Yumina Ernea Belfast (ユミナ・エルネア・ベルファスト?, Yumina Erunea Berufasuto)
Doppiata da: Marika Kōno
Principessa di Belfast e figlia del re Tristwin e della regina Yuel, sorella maggiore del principe Yamato, nipote della duchessa Ellen e del duca Alfred Ernes Ortlinde, nonché cugina di Sue ed Edward. Yumina incontrò Touya quando guarì suo padre da un tentativo di avvelenamento. Possiede la magia del Vuoto "Mystic Eyes", un'abilità che deriva dai suoi occhi eterocromici che le danno la capacità di vedere la vera natura di una persona. A causa di questo potere, vedendo l'aura disinteressata e gentile che circonda Touya dopo aver salvato suo padre, chiede di essere fidanzata con lui, credendo che non troverà mai un candidato migliore per essere suo marito; tuttavia, deve prima conquistare il suo cuore prima che lui compia 18 anni, data in cui gli sarà permesso di sposarsi. Rispetto alle altre mogli di Touya, è nota per esprimere apertamente i suoi sentimenti per Touya, come abbracciarlo in pubblico, dire agli altri del loro fidanzamento programmato e andare a dormire con lui. È anche abile con archi e frecce, spesso scegliendo di combattere a fianco di un branco di lupi da caccia convocato con il suo attributo Oscurità. Più tardi, quando Touya diventa re del Ducato di Brunhild, Yumina forma la Conferenza delle spose, un gruppo formato dalle fidanzate di Touya che si incontrano, discutono e giudicano eventuali altre donne che si innamorano di lui per determinare se dovrebbero diventare fidanzate ufficiali in quanto la poligamia è standard nel nuovo mondo. È la prima fidanzata di Touya.
Leen (リーン?, Rīn)
Doppiata da: Sumire Uesaka
Come capo della tribù delle Fate di Mismede, Leen serve come maga di corte del Regno di Mismede ed è capace di usare la sua personale magia del Vuoto "Program"; nell'arco di 200 anni l'ha usata per creare un orsacchiotto di nome Paula che può interagire con gli umani, anche se non ha ancora la capacità di parlare. Poiché non ha usato le sue ali per un lungo periodo di tempo, non è in grado di volare. Incontra Touya durante un viaggio diplomatico da Belfast, quando Paula lo porta nelle sue stanze personali. Incuriosita dalle sue capacità, lei gli chiede di diventare suo discepolo; quando Touya declina diventa l'ambasciatrice di Mismede a Belfast come scusa per trascorrere più tempo con lui. Nonostante abbia rifiutato la sua offerta di insegnare a Touya più magia, lui cerca l'aiuto di Leen per qualsiasi tipo di magia del Vuoto di cui abbia bisogno per motivi utili. Più avanti nella serie, Leen diventa la co-leader della Conferenza delle spose e la maga di corte del Ducato e insegna a Sakura, Sue e Renne come usare la loro magia. Leen sembra anche stringere buoni rapporti con Sakura come due razze semi-umane che vivono a Brunhild. È lei a dare inizio alla ricerca di Touya dei pezzi antichi della civiltà perduta di Babylon, poiché vuole ottenere conoscenza dalla Biblioteca di Babylon. Alla fine, dopo la scoperta della Biblioteca da parte di Touya, lei gli chiede di sposarla, diventando l'ottava fidanzata di Touya.
Lucia Lea Regulus (ルーシア・レア・レグルス?, Rūshia Rea Regurusu)
Doppiata da: Miyu Takagi
La terza principessa dell'Impero di Regulus. Touya incontra Lucia quando salva l'impero dall'essere rovesciato dall'esercito imperiale in un colpo di stato. Acconsente a sposarla dopo che l'Imperatore di Regulus crea una tregua con il Re di Belfast, poi si trasferisce nel Ducato di Brunhild con Touya e tutti gli altri. Lucia è una persona competitiva che odia perdere. La sua arma principale è una doppia spada. È anche diligente nel cucinare e ha un sapore sensibile. È la quinta fidanzata di Touya.
Hildegard Minas Lestia (ヒルデガルド・ミナス・レスティア?, Hirudegarudo Minasu Resutia)
Doppiata da: Yū Serizawa
Hildegard è la prima principessa del Regno Cavalleresco di Lestia. È una persona nobile e cavalleresca e di solito indossa un'armatura incantata dalla magia. È in buoni rapporti con Yae, poiché le due sono abbastanza abili nell'arte della spada, ed è conosciuta come "Principessa Cavaliere". Hildegard si innamora di Touya dopo la battaglia con i Fraze. In seguito si trasferisce nel Ducato Brunhild. È la settima fidanzata di Touya.
Sakura (桜?)
Doppiata da: Miyu Kubota
Una dei potenziali successori del Regno dei Demoni Xenoas. Tuttavia, essendo semiumana è considerata un'emarginata dagli altri, indipendentemente dalla sua più alta qualità magica per prendere il trono. Un giorno sopravvisse a un tentativo di omicidio fuggendo con la sua magia del Vuoto Teleport. Dopo essere stata salvata da Touya e rigenerato gli arti perduti, ha sofferto di amnesia finendo per essere chiamata "Sakura" da Touya per i suoi capelli rosa. Il suo vero nome è Farnese Forneus. Prima della serie, le è stato conferito il "Phantom of Eyes" che ha alterato il suo viso e cambiato il suo colore dei capelli, con una capacità uditiva acuta. Attualmente, rimane con Touya nel Ducato di Brunhild. È la nona fidanzata di Touya.

## Media

### Light novel
L'opera, scritta e ideata da Patora Fuyuhara, è stata pubblicata sul sito web Shōsetsuka ni narō dall'8 aprile 2013 al 18 novembre 2024. Concepita dall'autore come una serie di romanzi amatoriali, è stata poi adattata in una serie di light novel con le illustrazioni di Eiji Usatsuka dal 22 maggio 2015. Al 19 maggio 2025 trentuno volumi sono stati pubblicati sotto l'etichetta HJ Novels da Hobby Japan. I diritti di distribuzione digitale in lingua inglese sono stati acquistati da J-Novel Club.

### Manga
Un adattamento manga di Soto ha iniziato la serializzazione sulla rivista Comp Ace di Kadokawa Shoten il 26 novembre 2016. Diciassette volumi tankōbon sono stati pubblicati tra il 24 giugno 2017 e il 25 luglio 2025.

#### Volumi
| 1  | 24 giugno 2017             | ISBN 978-4-04-105769-8 |
| 1  | Capitoli - Episode 01-04   |                        |
| 2  | 24 luglio 2017             | ISBN 978-4-04-106100-8 |
| 2  | Capitoli - Episode 05-09   |                        |
| 3  | 26 febbraio 2018           | ISBN 978-4-04-106547-1 |
| 3  | Capitoli - Episode 10-14   |                        |
| 4  | 25 maggio 2018             | ISBN 978-4-04-107165-6 |
| 4  | Capitoli - Episode 15-19   |                        |
| 5  | 24 novembre 2018           | ISBN 978-4-04-107719-1 |
| 5  | Capitoli - Episode 20-24   |                        |
| 6  | 24 maggio 2019             | ISBN 978-4-04-108228-7 |
| 6  | Capitoli - Episode 25-30   |                        |
| 7  | 23 gennaio 2020            | ISBN 978-4-04-109034-3 |
| 7  | Capitoli - Episode 31-36-1 |                        |
| 8  | 26 maggio 2020             | ISBN 978-4-04-109440-2 |
| 8  | Capitoli - Episode 36-2-41 |                        |
| 9  | 25 novembre 2020           | ISBN 978-4-04-109441-9 |
| 9  | Capitoli - Episode 42-47   |                        |
| 10 | 26 maggio 2021             | ISBN 978-4-04-111351-6 |
| 10 | Capitoli - Episode 48-53   |                        |
| 11 | 25 dicembre 2021           | ISBN 978-4-04-112012-5 |
| 11 | Capitoli - Episode 54-61   |                        |
| 12 | 26 luglio 2022             | ISBN 978-4-04-112698-1 |
| 12 | Capitoli - Episode 62-68   |                        |
| 13 | 25 marzo 2023              | ISBN 978-4-04-112699-8 |
| 13 | Capitoli - Episode 69-76   |                        |
| 14 | 26 ottobre 2023            | ISBN 978-4-04-114354-4 |
| 14 | Capitoli - Episode 77-83   |                        |
| 15 | 25 luglio 2024             | ISBN 978-4-04-115212-6 |
| 15 | Capitoli - Episode 84-89   |                        |
| 16 | 25 dicembre 2024           | ISBN 978-4-04-115839-5 |
| 16 | Capitoli - Episode 90-95   |                        |
| 17 | 25 luglio 2025             | ISBN 978-4-04-116475-4 |
| 17 | Capitoli - Episode 96-102  |                        |

### Anime
Un adattamento anime, prodotto da Production Reed, è andato in onda dall'11 luglio al 26 settembre 2017. La regia è a cura di Takeyuki Yanase, mentre la composizione della serie è stata affidata a Natsuko Takahashi. Le sigle di apertura e chiusura sono rispettivamente Another World del gruppo di idol AŌP e Junjō emotional (純情エモーショナル?, Junjō emōshonaru), interpretata a turno dalle doppiatrici Maaya Uchida, Yui Fukuo, Chinatsu Akasaki, Marika Kōno e Nanami Yamashita. In tutto il mondo, ad eccezione dell'Asia, gli episodi sono stati trasmessi in streaming in simulcast, anche coi sottotitoli in lingua italiana, da Crunchyroll.
Il 15 aprile 2022 è stato annunciato che la serie riceverà una seconda stagione. La seconda stagione viene animata dallo studio J.C.Staff e diretta da Yoshiaki Iwasaki, con Deko Akao che si occupa della sceneggiatura, Chinatsu Kameyama che cura il character design e funge da direttore dell'animazione, e Kei Yoshikawa e Kōhei Yamada compongono la colonna sonora. Il cast di doppiatori è tornato a ricoprire i medesimi ruoli della prima stagione e del drama-CD. È stata trasmessa dal 3 aprile al 19 giugno 2023. La sigla d'apertura è Real Diamond (リアルダイヤモンド?, Riaru Daiyamondo) del gruppo Gemstone7. I diritti per la distribuzione internazionale al di fuori dell'Asia sono stati acquistati da Crunchyroll, che l'ha pubblicata in versione sottotitolata in vari Paesi del mondo, tra cui l'Italia.

#### Episodi

##### Prima stagione
| Nº serie | Nº | Titolo italiano Giapponese 「Kanji」 - Rōmaji | In onda           | In onda |
| Nº serie | Nº | Titolo italiano Giapponese 「Kanji」 - Rōmaji | Giapponese        |         |
| 1        | 1  | Spalanco gli occhi, ed ecco un nuovo mondo. 「目覚め、そして異世界。」 - Mezame, soshite isekai. | 11 luglio 2017    |         |
| 1        | 1  | Dio si scusa con un ragazzo di nome Touya Mochizuki per averlo accidentalmente ucciso con un fulmine e si offre di resuscitarlo nel nuovo mondo. Touya accetta a condizione di portare con sé uno smartphone in grado di connettersi a Internet sulla Terra e di essere ricaricato con la magia, così Dio acconsente e potenzia anche la resistenza, i riflessi e la memoria del ragazzo. Nel nuodo mondo, Touya vende i suoi vestiti a un sarto e salva la sorelle gemelle Elze e Linze Silhoueska da alcuni teppisti che sconfigge facilmente. I tre entrano poi nella locanda Luna d'argento dove Micah, il proprietario, crede erroneamente che Touya sia il fidanzato di Elze, ma quest'ultima lo nega subito. In seguito, il trio forma un gruppo che intraprende missioni a pagamento, con le due sorelle che insegnano a Touya a leggere la lingua di quel mondo e a usare la magia. A differenza della maggior parte dei maghi, che possono usarne solo una o due, e di alcuni come Linze, che ne possono usare tre, Touya diventa capace di usare ogni tipo di magia, rendendolo immensamente potente. Più tardi, Touya arriva nella caffetteria Parent dove aiuta Aer, la proprietaria del locale, a trovare una ricetta per preparare un delizioso gelato. |                   |         |
| 2        | 2  | Il mio primo viaggio, ed ecco un samurai. 「初旅、そしてサムライ。」 - Hatsu tabi, soshite samurai. | 18 luglio 2017    |         |
| 2        | 2  | Touya e le Silhoueska aiutano una samurai di nome Yae Kokonoe a sconfiggere alcuni malviventi e, dopo averle offerto un pasto, la invitano a unirsi al loro gruppo, mentre Touya continua a imparare quanti più incantesimi possibile, tra cui la magia del vuoto, che ha una varietà di usi. Mentre si dirige verso la capitale reale per consegnare una lettera, il gruppo subisce un'imboscata da alcuni Lizardman evocati da un mago oscuro che intende attaccare una carrozza reale. Mentre il gruppo sconfigge i Lizardman e il mago, Touya entra nella carrozza e lancia un incantesimo di guarigione, salvando dalla morte un maggiordomo di nome Leim. La signorina Sushie "Sue" Urnea Ortlinde, che si trovava anch'essa nella carrozza e che il mago ha cercato di rapire, ringrazia Touya per aver salvato Leim e insieme il gruppo si dirige verso la capitale reale dove Sue porta Touya da suo padre, il duca Alfred Ortlinde. Il duca ringrazia Touya per aver protetto sua figlia, ma rivela che la duchessa Ellen Ortlinde, madre di Sue e moglie del duca, è stata accecata da una malattia e chiede un incantesimo di guarigione abbastanza potente da curare la cecità delle duchessa. Touya accetta e lancia un incantesimo di guarigione sulle duchessa, curando la sua cecità. Il duca torna a Touya 40 monete di platino (del valore di circa 40 milioni di yen) come ringraziamento per aver salvato la sua famiglia e 4 medaglie reali, che rappresentano Touya, Yae e le Silhoueska ora sotto la protezione del duca. Dopo aver consegnato la lettera, Yae accetta di unirsi al gruppo. |                   |         |
| 3        | 3  | Una tavola da shogi e rovine sotterranee. 「将棋盤、そして地下遺跡。」 - Shōgiban, soshite chika iseki. | 25 luglio 2017    |         |
| 3        | 3  | Touya scopre le razze semi-umane della capitale reale, come gli elfi e i semi-bestia, e aiuta una ragazza-volpe di nome Arma a ritrovare la sorella maggiore, Olga. Mentre Touya e le ragazze fanno spese, Touya acquista un mantello da mago che affina le sue capacità magiche, ma lo rende più debole contro gli incantesimi che non può utilizzare. Più tardi, Touya lancia un incantesimo di artigianato trasformando un tronco d'albero in una scacchiera da shogi per volere di un taglialegna, che Touya porta al duca e gli insegna a giocare. Il giorno dopo, Touya e le ragazze accettano una missione per distruggere un dullahan vicino alle rovine della vecchia capitale. Dopo averlo sconfitto, Touya utilizza un incantesimo di localizzazione e trova un oggetto prezioso nascosto in un sotterraneo segreto. L'oggetto si rivela poi essere la fonte di energia per una bestia di cristallo artificiale in grado di riparare qualsiasi danno subito. Elze viene ferita durante la battaglia, ma Touya la guarisce. Il gruppo riesce a sconfiggere la bestia dopo che Touya ha estratto la sua fonte di energia. Il gruppo torna alla capitale reale dove racconta al duca ciò che è realmente accaduto; il duca sospetta che la bestia possa essere il motivo per cui la vecchia capitale è stata abbandonata e chiede a Touya di aiutarlo in un'indagine il giorno successivo. Più tardi, Touya viene contattato dal duca, che gli rivela che suo fratello, il re della capitale reale, è stato avvelenato.                                                                                     |                   |         |
| 4        | 4  | Fidanzamento e un visitatore indesiderato. 「婚約、そして押し掛け。」 - Kon'yaku, soshite oshikake. | 1º agosto 2017    |         |
| 4        | 4  | Durante il viaggio verso la capitale reale, il duca si preoccupa e dice a Touya che la figlia maggiore del re, la principessa Yumina Urnea Belfast, potrebbe succedere al suo trono se lui morisse. Touya e il duca arrivano alla capitale dove Touya lancia un incantesimo di guarigione, curando il veleno del re. Le sue capacità uniche attirano l'interesse di Charlotte, la maga della famiglia, mentre Yumina inizia a innamorarsi del ragazzo. Balsa, un conte che lavora per la capitale, sostiene che l'avvelenatore è l'ambasciatore della capitale, che poi si rivela essere Olga, accusata di aver inviato del vino avvelenato al re. Dopo aver utilizzato un incantesimo di ricerca per verificare che il vino non contenesse veleno, Touya decide di rievocare il banchetto in cui il re fu avvelenato e, dopo aver chiesto al generale Leon e a Balsa di bere dal bicchiere del sovrano, stabilisce che il responsabile è Balsa, il quale ha cercato di addossare la colpa ad Olga, quindi l'uomo tenta senza successo di fuggire. Con l'assoluzione di Olga e l'arresto di Balsa, il re accetta di permettere a Yumina di intraprendere un fidanzamento di due anni con Touya, sperando che questo dia a Yumina il tempo di conquistare il suo cuore e a Touya modo di decidere se sposarla. Dopo la visita reale, Yumina si unisce al gruppo e insegna a Touya come evocare la magia, durante la quale Touya evoca un potente spirito tigre chiamato Re Bianco, con il quale stringe un patto e che ribattezza Kohaku.                                                                            |                   |         |
| 5        | 5  | Il castello degli slime e una nuova funzione. 「スライムキャッスル、そして新機能。」 - Suraimu kyassuru, soshite shin kinō. | 8 agosto 2017     |         |
| 5        | 5  | Touya accetta la missione di recarsi in un castello abbandonato per indagare sulle ricerche di un mago defunto sulle bestie slime, ma le ragazze sono riluttanti ad aiutare Touya perché temono che gli slime possano sciogliere i loro vestiti. Al casello, il gruppo incontra numerosi slime e scopre che il mago aveva creato uno slime in grado di trasformarsi in modelli di belle ragazze. Dopo che Touya salva le ragazze dalla cattura da parte degli slime, che danneggiano i loro vestiti, costringendole a indossare delle lenzuola bianche, il gruppo decide di dare fuoco al castello, distruggendo la ricerca del mago. Più tardi, Touya aiuta Yae a portare una ragazza smarrita da sua madre, attivando un incantesimo di bomba d'acqua. Poi va a fare compere con Elze e acquista un vestito che lei ammira. Mentre le ragazze chiedono a Touya di fare la stessa con loro, Yumina riceve una lettera dalla capitale reale che offre a Touya un titolo nobiliare come ringraziamento per aver trovato il colpevole dell'avvelenamento del re. |                   |         |
| 6        | 6  | Il trasloco e un drago. 「引っ越し、そしてドラゴン。」 - Hikkoshi, soshite doragon. | 15 agosto 2017    |         |
| 6        | 6  | Dopo che Touya ha rifiutato l'offerta del titolo nobiliare, il re decide di lasciare che Touya e Yumina diventino proprietari di una grande villa. Con grande sorpresa di Elze, Linze e Yae, Touya vuole che anche loro vivano lì, spiegandogli che le vede come un famiglia, lasciando intendere accidentalmente di volerle sposare. Anche Yumina mal interpreta le sue parole, riuscendo a far calmare le ragazze e ad accettare l'offerta. Per sorvegliare la villa viene assunto anche del persone, tra cui Laim, il fratello maggiore di Leim, e due cameriere: Lapis e Cecile. Più tardi, Sue e il duca arrivano alla villa, dove il duca chiede a Touya di fare un viaggio nel Regno di Mismede in seguito alla loro alleanza. Touya nota che un cavaliere di nome Lyon Blitz ha una cotta per Olga e lo aiuta a scegliere un regalo che piace a Olga per volere di Arma. Durante la notte, una città vicina viene attaccata da un drago nero, che Touya e le ragazze sconfiggono. Arriva un drago rosso che si scusa con il gruppo per non essere arrivato in tempo a fermare il drago nero e Kohaku gli dice di riferire al Re Blu di rimettere in riga i suoi draghi subordinati. Il giorno dopo, Touya si addormenta e quando si sveglia si ritrova sul grembo di Yumina, quindi scopre che quest'ultima ha battuto le altre ragazze a sasso-carta-forbice per avere la possibilità di stare accanto a lui mentre riposava. |                   |         |
| 7        | 7  | La nazione degli uomini-bestia e un osservatore. 「獣人の国、そして監視者。」 - Kemonohito no kuni, soshite kanshisha. | 22 agosto 2017    |         |
| 7        | 7  | Il gruppo di Touya arriva nella capitale di Mismede e partecipa a un'udienza con il re Jamukha, il quale chiede a Touya di duellare con lui. Durante il duello, il re rivela la sua magia del vuoto, "Accel", che gli conferisce una maggiore velocità, che Touya impara a usare e, combinando sia "Accel" che "Boost", lo sconfigge. Quella notte, Touya ha un incontro con una fata di nome Leen, che più di 600 anni, la quale insegna a Touya l'incantesimo "Program", che infonde agli oggetti proprietà magiche predeterminate. Dopo che Touya dimostra la propria abilità "Program", Leen, impressionata dalla sua bravura, si offre di insegnargli altre magie, ma lui declina l'offerta. Il giorno dopo, Touya, accompagnato da Linze e Yumina, acquista del materiale per creare una spada-pistola, utilizzando "Program" per dotarla di funzioni di ricarica automatica e di estensione della lama. Entrambe le ragazze gli chiedono di creare armi da fuoco per loro, cosa che lui fa. Sulla via del ritorno, Touya si accorge di essere seguito e si separa brevemente da Linze e Yumina per affrontare i loro pedinatori, che si rivelano essere Lapis e Cecile, spie inviate dal re per sorvegliare e proteggere Yumina, che li hanno anche aiutati segretamente contro il drago. Su loro richiesta, Touya promette di mantenere il segreto con le altre, mentre Leen decide di non rinunciare a Touya così facilmente. Più tardi, Touya apre un portale verso Belfast, permettendo a entrambi i re di incontrarsi.                                                                                  |                   |         |
| 8        | 8  | Quotidianità e poi via verso Eashen. 「日々の暮らし、そしてイーシェンへ。」 - Hibi no kurashi, soshite īshen e. | 29 agosto 2017    |         |
| 8        | 8  | Dopo essere tornato da Mismede ed essere andato in bagno nel momento sbagliato, Touya usa i suoi poteri per creare una bicicletta per se stesso, ma quando le ragazze e il duca Alfred mostrano interesse per essa, finisce per farne una quantità sufficiente per tutti loro. Qualche tempo dopo, Touya si reca in città per comprare delle provviste quando trova una bambina di nome Renne mentre viene picchiata da alcuni teppisti per aver rubato nel loro territorio. Dopo aver affrontato gli aggressori, Touya invita Renne a lavorare come cameriera nella sua villa e lei accetta, promettendo di non rubare più. Più tardi, Leen si presenta alla villa e chiede l'aiuto di Touya, che deve aprire un portale verso la patria di Yae, Eashen, per consentirle di recarvisi. Tuttavia, Touya non può aprire portali in luoghi che non ha ancora visitato e Leen gli insegna un altro incantesimo del vuoto che gli permette di accadere ai ricordi di Yae su Eashen, consentendogli di aprire un portale. Yae viaggia quindi con Touya e le altre verso la sua patria. |                   |         |
| 9        | 9  | Oedo e la gemma dell'immortalità. 「オエド、そして不死の宝玉。」 - Oedo, soshite fushi no hōgyoku. | 5 settembre 2017  |         |
| 9        | 9  | Usando Recall e Gate per andare a Eashen, Touya e il gruppo arrivano e vanno a casa di Yae, dove viene detto che suo padre e suo fratello Juutaro stanno combattendo in guerra. Utilizzando le abilità di Touya, trovano rapidamente entrambi e Touya li aiuta sconfiggendo i soldati non morti mascherati da oni. Dopo essere stato ringraziato da Tokugawa, Tsubaki esce dall'ombra e chiede aiuto per salvare i Takeda, dato che Kansuke ha tradito Shingen; Touya accetta e Leen lo segue. Dopo essere arrivati, liberano altri 3 generali e salvano Shingen, che era sotto il controllo dell'occhio di Kansuke, che viene poi rubato usando Apport e distrutto; ciò porta alla morte di Kansuke. Dopo aver aiutato la famiglia Takeda, Baba aiuta Toua usando Recall e Gate per permettergli di andare su un'isola vicino alle rovine che Leen stava cercando. |                   |         |
| 10       | 10 | Mare e vacanze. 「海、そしてバカンス。」 - Umi, soshite Bakansu. | 12 settembre 2017 |         |
| 10       | 10 | Dopo aver utilizzato Gate per raggiungere un'isola vicino alle rovine, Touya invita tutti i suoi amici per una giornata di nuoto in spiaggia e crea una tenda per permettere alle ragazze di potersi mettere il costume da bagno. Durante la giornata, Touya cerca di dirigersi verso le rovine subacquee, ma queste sono troppo distanti ed è costretto a tornare a riva per evitare di annegare. Kohaku aiuta Touya a evocare il Re Nero, una creatura composta da un serpente e da una tartaruga, e stringe un patto con loro, dandogli anche un nome, Kokuyo al serpente e Sango alla tartaruga. Kokuyo e Sango aiutano Touya a raggiungere le rovine, dove vengono accolti da Francesca, ovvero il terminale della Biblioteca Volante di Babilonia. |                   |         |
| 11       | 11 | Mutandine e il giardino volante. 「ぱんつ、そして空中庭園。」 - Pantsu, soshite kūchū teien. | 19 settembre 2017 |         |
| 11       | 11 | Dopo aver fatto la conoscenza di Francesca, Touya viene nominato nuovo proprietario del Giardino di Babilonia. In seguito, utilizza Gate per permettere agli altri membri del suo gruppo di raggiungerlo e, vedendo Francesca, le ragazze diventano sospettose e gelose di Touya. Yumina porta poi le ragazze a fare una passeggiata per discutere dello stesso argomento che ha affrontato il primo giorno in cui il gruppo si è trasferito nella villa di Touya, ovvero che le ragazze amino Touya quanto lei e che diventino anche le sue spose, cosa che tutte accettano nervosamente. In seguito Francesca bacia Touya per prelevare il suo DNA attraverso la saliva, sorprendendo le altre ragazze. Tuttavia, le azioni di Francesca fanno si che Linze trovi il coraggio di confessare i suoi veri sentimenti per Touya, dicendogli che lo ama, e poi Linze bacia il ragazzo davanti a tutti, lasciando le ragazze ancora più basite. |                   |         |
| 12       | 12 | Decisioni, e con il mio smartphone. 「決断、そしてスマートフォンとともに。」 - Ketsudan, soshite sumātofon to tomo ni. | 26 settembre 2017 |         |
| 12       | 12 | Dopo che Touya e il suo gruppo sono tornati alla villa con Francesca, Yumina aiuta Linze a diventare una delle spose di Touya, dal momento che il suo Paese consente i matrimoni multipli. Il mattino seguente anche Yae ed Elze diventano spose di Touya. Quest'ultimo si reca quindi al Giardino di Babilonia dove parla con Dea Regina Babylon, la professoressa che ha creato Babilonia. Dopo di che, Touya chiede aiuto per i suoi interessi amorosi a Dio e alla Dea Amore. Touya torna poi alla villa e dice alle sue spose che non è pronto a sposarle tutte, perché non crede di essere ancora in grado di renderle felici, e le ragazze si mostrano comprensive. Leen parla con Francesca, che la informa che la professoressa Babylon prevede che Touya avrà nove mogli, ma omette che Leen stessa sarà una di loro. Alla fine, Touya passeggia per la città e si imbatte in uno sconosciuto di nome Ende. |                   |         |

##### Seconda stagione
| Nº serie | Nº | Titolo italiano Giapponese 「Kanji」 - Rōmaji | In onda        | In onda |
| Nº serie | Nº | Titolo italiano Giapponese 「Kanji」 - Rōmaji | Giapponese     |         |
| 13       | 1  | Gli anelli di fidanzamento e le terme. 「婚約指輪、そして温泉。」 - Konyaku yubiwa, soshite onsen. | 3 aprile 2023  |         |
| 13       | 1  | Dopo aver sconfitto i golem di mithril, Touya e Yumina vengono promossi dalla gilda degli avventurieri. Leen vuole cercare altre circoli di teletrasporto di Babilonia. Touya è incerto, ma promette di aiutarla se Leen ne dovesse trovare qualcuno. Dio convoca Touya per parlargli e la Dea Amore insiste sul fatto che, dato che ha già regalato anelli di fidanzamento alle sue quattro fidanzate, deve intensificare il romanticismo. Le fidanzate temono che in futuro qualcuno possa approfittare della gentilezza di Touya. Touya porta Yae a sostituire la sua spada spezzata con una di mithril e accetta la richiesta della ragazza di tenerla per mano. Il re di Belfast è entusiasta del fidanzamento di Yumina, ma la regina teme che questo possa esporre Touya a rivali gelosi e consiglia al giovane di aumentare le sue conquiste. Touya si rende conto che sposare Yumina potrebbe renderlo re un giorno, il che lo mette a disagio. Touya aiuta la locanda Luna d'argento ad attirare più clienti costruendo delle terme, dove le sue fidanzate condividono i motivi per cui si sono innamorate di lui. Francesca tenta di raggiungere Touya nel bagno maschile, ma innesca un incantesimo di paralisi che Touya ha installato per impedire a qualcuno di sbirciare. Leen annuncia di aver trovato la prossima isola di Babilonia. |                |         |
| 14       | 2  | I fuggitivi nel deserto e il Laboratorio. 「砂漠の遭難者、そして『工房』。」 - Sabaku no sōnansha, soshite "kōbō". | 10 aprile 2023 |         |
| 14       | 2  | Il gruppo si reca nel deserto del Regno di Sandora e vedono un'altra bestia di cristallo, nota come Fraze, che insegue delle persone. Touya rincontra Ende, che sconfigge il Fraze e rivela che la barriera che protegge il mondo dai mostri si sta indebolendo, permettendo a questi di cercare il proprio re. Dopo che Ende si è teletrasportato via, Touya e le ragazze scoprono il gruppo di persone che hanno salvato è composto da avventurieri guidati da Rebecca che scortano al sicuro delle schiave in fuga. Apprendono che i collari indossati dalle schiave impediscono loro di disobbedire agli ordini e che il tentativo di rimuoverli o di fuggire può portare alla morte. Siccome l'unica persona in grado di rimuoverli è morta, Touya usa i suoi poteri per toglierli e Yumina offre loro rifugio a Belfast, poiché non possono tornare nel loro regno a causa del loro status di schiave ancora in vita, e le manda a stare nella villa di Touya temporaneamente. Touya rivela che Ende era uno straniero che ha aiutato a entrare nella gilda. Francesca svela che Regina ha creato una tuta robotica come armi anti-Fraze, conservata su un'isola di Babilonia in un hangar per veicoli. Scavando la rovina, Touya viene teletrasportato nel Laboratorio di Babilonia e incontra Rosetta, che gli offre il Laboratorio se indovina il colore della sua biancheria intima. Esasperato, Touya usa la magia per vedere sotto il suo vestito e scopre che le sue mutandine sono trasparenti. Rosetta lo bacio, registrando il suo DNA, e gli mostra che il Laboratorio è uno strumento definitivo che può creare qualsiasi oggetto, così Touya crea una pistola-spada potenziata in mithril. Touya invia l'isola del Laboratorio a Belfast per fonderla con l'isola del Giardino. Alla villa, su richiesta di Rebecca, Touya accoglie le ex schiave in attesa che trovino un impiego. |                |         |
| 15       | 3  | Il recupero dei volumi e il biblio-café. 「本収集、そして読書喫茶。」 - Hon shūshū, soshite dokusho kissa. | 17 aprile 2023 |         |
| 15       | 3  | Touya crea un lavoro per le ex schiave aprendo il biblio-café Tsukuyomi, che comprende anche una biblioteca, e assumendole. Will, uno degli avventurieri più giovani di Rebecca, parla a Touya di un altro incantesimo del vuoto, Gravity. La segreteria della gilda Prim gli chiede di tenere una particolare serie di libri allo Tsukuyomi. Yumina è preoccupata perché si tratta di una serie erotica yaoi scritta anonimamente dalla sua amica Liriel, principessa del Regno di Rifrees. Decidendo che sarebbe un bene per gli affari, Touya accetta, ma viene sommerso da richieste di libri simili da parte delle sue clienti donne. Visitando Rifrees per i libri, incontra una strana ragazza ossessionata dalla yaoi che, desiderando uno dei libri già acquistati, si offre di scambiare il suo autografo, rivelando accidentalmente di essere Liriel in incognito. Touya realizza una copia del libro per lei utilizzando il Laboratorio, mentre lei riallaccia i rapporti con Yumina. Will ha una cotta per una delle ex schiave e vorrebbe essere in grado di proteggerla, così Touya lo manda ad allenarsi con i cavalieri reali. Mentre visita la Luna d'argento con Elze, Touya colleziona un bel vestito che ha disegnato per lei e che lei adora. Liriel scrive un nuovo romanzo su un mago bisessuale che si ispira palesemente a Touya, il quale, umiliato, promette di punire Liriel nel caso dovesse rincontrarla. |                |         |
| 16       | 4  | La rivolta alla capitale e la principessa dell'impero. 「帝都動乱、そして帝国の姫。」 - Teito dōran, soshite teikoku no hime. | 24 aprile 2023 |         |
| 16       | 4  | Touya visita l'Impero di Regulus per acquistare altri libri e scopre che è scoppiato un colpo di stato: il capitano Bazhul si è ribellato all'imperatore Zefirus. Touya salva la principessa Lucia e la sua guardia del corpo Carol dai soldati. Bazhul intende invadere Belfast, Mismede e Rifrees con due artefatti che gli permettono di evocare un demone e lo rendono resistente ai danni magici e fisici. Touya si teletrasporta con Zefirus, Lucia e Carol, ma non riesce a trovare il fratello di Lucia, il principe. Yumina, intuendo che Lucia ha una cotta per Touya, la invita a una conversazione privata. Il padre di Yumina annuncia che la regina è incinta e che, se si tratta di un maschio, erediterà il trono al posto di Touya, cosa che il re aveva previsto facendo sposare Touya con Yumina. Rosetta rivela che i due manufatti provengono originariamente dall'isola del Magazzino. Utilizzando la funzione di ricerca del suo telefono, Touya individua il fratello di Lucia. Touya sconfigge la resistenza fisica del demone colpendolo alla testa con la sua spada, incantata da Gravity per pesare centinaia di tonnellate. Sconfigge poi la resistenza magica di Bazhul esponendolo a degli slime morti, che emettono un fetore così sgradevole da far svenire Bazhul. Zefirus reclama il suo trono, ma Touya non può festeggiare con le sue fidanzate, che sono respinte dall'odore rimasto sui suoi vestiti. |                |         |
| 17       | 5  | La quinta fidanzata e la fondazione del nuovo regno. 「五人目、そして新国家樹立。」 - Go ninme, soshite shin kokka juritsu. | 1º maggio 2023 |         |
| 17       | 5  | Contro le consuete obiezioni di Touya, le sue fidanzate, Tristwin e Zefirus, lo ricompensano facendolo fidanzare con Lucia per garantire la pace tra Belfast e Regulus. Inoltre, concedono a Touya una terra al confine di entrambi i regni per governare il proprio piccolo regno, che gli chiama Brunhild, libero da interferenze da altri regni. Utilizzando il Laboratorio e le materie prime di un castello abbandonato, Rosetta costruisce in soli tre giorni un castello a Brunhild secondo le indicazioni di Touya e delle sue fidanzate. Leen ottiene deliberatamente un lavoro come ambasciatrice di Mismede e si trasferisce anch'essa nel castello. L'imperatore Rig del Regno di Rifrees è il primo ad avviare relazioni diplomatiche con Brunhild e Touya evita il fidanzamento con Liriel, che è già fidanzata. Mentre si prepara all'inaugurazione del castello, Touya riceve la visita di Tsubaki, che gli rivela che il clan Takeda è caduto a causa della corruzione del nuovo signore e che lei e tutto il suo clan desiderano servire Touya come primi cittadini di Brunhild. Con l'aiuto di Kousaka, Touya inizia a costruire una città e una rete di mercanti. La festa è un successo, con la presenza di re di ogni nazione. Durante lo spettacolo pirotecnico, Touya regala a Lucia il suo anello di fidanzamento prima di tenersi per mano guardando i fuochi d'artificio. |                |         |
| 18       | 6  | Lo Studio dell'Alchimia e un incontro inaspettato. 「『錬金棟』、そして思わぬ再会。」 - “Renkintō”, soshite omowanu saikai. | 8 maggio 2023  |         |
| 18       | 6  | Touya e le ragazze individuano un altro circolo di teletrasporto che invia Touya sull'isola dello Studio dell'Alchimia con la sua custode Flora. Flora accetta Touya dopo avergli fatto palpare il seno. Touya scopre che lo Studio è una struttura medica avanzata utilizzata dalla professoressa Regina per creare stimolanti sessuali. Touya trova un incantesimo del vuoto che gli permette di volare. La Dea Amore informa Touya che è arrivato il momento di incontrare i genitori di Yae, Elze e Linze. Il padre di Yae chiede un duello con Touya, ma quando Yae si offre di sfidare il padre, questi accetta il loro matrimonio. Gli zii di Elze e Linze accettano il loro matrimonio senza problemi. Ende rivela che i Fraze stanno cercando il nucleo del potere del loro sovrano, che si trova da qualche parte all'interno di un umano. Anche Ende è alla ricerca del nucleo e sostiene di essere un viaggiatore da più di 5000 anni. Touya chiede a Francesca di produrre in massa le tute anti-Fraze, ma il Laboratorio non ha i materiali necessari. Avendo bisogno di materiali e di altre isole in fretta, Kohaku suggerisce di contrattare con Entei, il Re delle Fiamme, ovvero una fenice regina degli uccelli. Quando la evoca, accetta facilmente il contratto e viene chiamata Kogyoku. Grazie al suo potere sugli uccelli, Kogyoku invita tutti i volatili del mondo a cercare i circoli di teletrasporto restanti. |                |         |
| 19       | 7  | L'Hangar e i Frame Gear. 「『格納庫』、そしてフレームギア。」 - “Kakunōko”, soshite Furēmu Gia. | 15 maggio 2023 |         |
| 19       | 7  | Touya si sveglia e trova Yumina che dorme accanto a lui, con suo grande stupore. Gli uccelli individuano un altro circolo di teletrasporto. Raggiunta l'isola, Touya incontra Fredmonica, che registra Touya come proprietario dell'Hangar e delle tute anti-Fraze Frame Gear. Tuttavia, le tute funzionano con l'Etere Liquido, che può essere prodotto solo dall'isola del Centro di Ricerca, ancora mancante. Flora si offre di realizzare una versione di qualità inferiore, ma necessita di una rara pietra magica più grande di 30 centimetri, di cui esistono solo sei esemplari in tutto il mondo. Una di queste si trova a Brunhild e Flora promette di preparare il combustibile entro un mese. Touya e le sue fidanzate si allenano nelle Frame Unit, macchine per la realtà virtuale che simulano il pilotaggio di un Frame Gear. Sue chiede bruscamente di essere la prossima fidanzata di Touya, poiché subisce pressioni per sposare il principe Zabune del Regno di Lihnie, un uomo di 30 anni sospettato di pedofila, che non le piace. Le fidanzate acconsentono al matrimonio di Sue con Touya per proteggerla. Touya scopre che lo zio materno di Zabune, Wardack, è il primo ministro di Lihnie e spesso nasconde i crimini di Zabune. Zabune ha anche un fratellastro molto più gentile, figlio della concubina del re. Il padre di Sue, il duca Ortline, informa l'emissario diplomatico di Lihnie che Sue sposerà Touya. Sentendo ciò, l'emissario rivela di essere Cloud, il fratello di Zabune, e prega Touya di usare la magia del teletrasporto per salvare la madre prigioniera. |                |         |
| 20       | 8  | I due principi e la piccola fidanzata. 「二人の王子、そして小さな婚約者。」 - Futari no ōji, soshite chīsana fianse. | 22 maggio 2023 |         |
| 20       | 8  | Cloud rivela che Wardack è colui che esercita veramente il potere di Lihnie, controllando persino il re e ha imprigionato la madre di Cloud per assicurarsi che Zabune erediti il trono. Il duca Ortlinde convoca i leader di tutti i regni occidentali per discutere dello spodestamento di Wardack e Zabune dal potere e l'insediamento di Cloud al loro posto, e l'incarico viene assegnato a Touya. Utilizzando un incantesimo di invisibilità, Touya si infiltra a Lihnie e conferma che Zabune è una canaglia che tiene schiave femminili e che Wardack ha intenzione di iniziare una guerra con il regno di Palouf per far uccidere Cloud e ridurre in schiavitù Sue dopo aver sposato Zabune. Touya salva una schiave che Zabune ha acquistato di recente e le toglie il collare. Touya salva Erya, la madre di Cloud, e la teletrasporta al sicuro insieme a Koupe, l'ex primo ministro di Lihnie di cui Cloud si fida. Touya registra poi Wardack che confessa di essere il vero padre di Zabune, di aver sedotto la malvagia madre di Zabune, la regina Dacia, e di avere intenzione di assassinare Cloud e il re per sostituirli come nuova famiglia reale. Touya rivela tutto al re di Lihnie e successivamente al pubblico utilizzando la funzione di proiezione del suo telefono; il re dichiara Cloud suo unico erede e si ritira per stare con Erya. Come re, Cloud fa condannare a morte Wardack, Dacia e Zabune, che vengono poi venduti segretamente a un mercante di schiavi straniero che li manda a lavorare come schiavi a Sandora. Koupe viene reintegrato come primo ministro e bandisce tutti i nobili che hanno sostenuto Wardack. Cloud si unisce a Touya nell'alleanza delle nazioni occidentali. Alla fine Sue si mostra felice di poter sposare Touya. |                |         |
| 21       | 9  | L'appuntamento nel giorno libero e la principessa cavaliere. 「休日デート、そして姫騎士。」 - Kyūjitsu Dēto, soshite hime kishi. | 29 maggio 2023 |         |
| 21       | 9  | Touya assiste al matrimonio di Olga e Lyon, rendendosi conto che presto dovrà partecipare ai suoi sei matrimoni. Yumina chiede a Touya di portare tutte ad un appuntamento, visto che spesso è impegnato e le trascura per lunghi periodi. Touya le porta fare compere e a teatro, con una breve sosta per arrestare alcuni banditi. Tornando a casa, si rendono conto di aver dimenticato di far venire con loro Sue, che chiede un appuntamento da sola con Touya. Lui la porta a fare un giro a Brunhild, dove i suoi cittadini si sono felicemente insediati. Flora completa l'Etere Liquido, consentendo l'attivazione dei Frame Gear. Su suggerimento di Touya, Rosetta utilizza il cristallo dei Fraze morti per creare armi che, come i Fraze stessi, diventano tanto più forti quanto più magia vi viene immessa. Rosetta chiede l'orihalcon per costruire altri Frame Gear, così Touya va a caccia di un golem di orihalcon, ma mentre sorvola il Regno di Lestia lo vede attaccato da numerosi Fraze. Dopo averli distrutti con la sua spada di cristallo, incontra la principessa Hildegard, cavaliere di Lestia, e impulsivamente le regala diverse spade di cristallo per promuovere le relazioni diplomatiche e per avere una chance contro i Fraze. Dopo aver finalmente cacciato il suo golem, Touya scopre nel bosco una ragazza a cui mancano una mano e una gamba a causa di un attacco feroce. |                |         |
| 22       | 10 | Amnesia e occhi magici che pietrificano. 「記憶喪失、そして石化の魔眼。」 - Kioku sōshitsu, soshite sekka no mame. | 5 giugno 2023  |         |
| 22       | 10 | Nel Laboratorio, Flora ripristina gli arti mancanti della ragazza che Touya ha trovato, ma riferisce che ha un'amnesia. Touya la chiama temporaneamente Sakura per i suoi capelli rossa. Sakura si rivela un'eccellente cantante, così Touya le mostra il pianoforte, sperando che la musica le faccia tornare la memoria, ma Sakura rimane amnesica. La gilda invia Touya alla ricerca di Catoblepas, un mostro che può trasformare le persone in pietra. Tredici avventurieri sono già stati trasformati in pietra, quindi Touya accetta, sperando che l'incantesimo del vuoto di guarigione possa salvare gli avventurieri. Le sue fidanzate, tranne Leen e Sue, insistono per unirsi a lui, così sostituisce le loro armi normali con dei cristalli Fraze. Il Catoblepas viene sconfitto senza perdite, tranne che per Lucia, che viene pietrificata fino alla vita. Si riprende grazie all'incantesimo di guarigione, ma quando la pietra si sgretola, le strappa i vestiti, lasciandola senza mutandine. Appare un secondo Catoblepas, che viene ucciso senza che Touya veda Lucia esposta. Tuttavia, quando Touya ingenuamente guarisce troppo in fretta i tredici avventurieri, si ritrova con tredici persone completamente nude. Touya regala un Frame Gear a ogni regno. A Lestia, Hildegard spera di rincontrare Touya. Suo nonno Galen, che si dice sia stato forte come Touya in gioventù, si interessa al ragazzo e alla sua tecnologia avanzata. |                |         |
| 23       | 11 | La sorella dall'altro mondo e la luce di un nuovo amore. 「異世界の姉、そして初恋キラキラ。」 - Isekai no ane, soshite hatsukoi kirakira. | 12 giugno 2023 |         |
| 23       | 11 | Touya supervisiona la costruzione del suo Frame Gear personale, Night Baron. La Dea Amore appare di persona, sostenendo di essere Karen, la sorella di Touya, per divertirsi a osservare di persona le sue relazioni. Durante una visita da parte di Hildegard e Galen, questi si rivela impressionato dalle spade di cristallo che Touya ha regalato loro in precedenza e dalle sue intenzioni di condividere i Frame Gear tra i regni, così decide di convincere suo figlio, l'attuale re di Lestia, a unirsi all'alleanza delle nazioni occidentali. Dopo un duello amichevole con Yae, Hildegard è chiaramente delusa dal fatto che Touya abbia già sei fidanzate, ma dopo qualche intromissione della Dea Amore, chiede di diventare la sua settimana fidanzata. Galen non è convinto e chiede un duello a Hildegard, per dimostrare la sua determinazione. Hildegard viene accettata nel consiglio delle spose, ma teme di non riuscire a sconfiggere Galen, anche se le fidanzate sono certe che Touya abbia un piano. Touya infatti, sapendo che Galen è un libertino, lo distrae durante il duello con una proiezione olografica di una donna in bikini. Hildegard vince, ma le fidanzate chiedono di sapere perché Touya ha la foto di una donna in costume. Hildegard è curiosa di conoscere i genitori di Touya, che nessuno ha mai incontrato, anche se la Dea Amore assicura loro che Touya racconterà tutto quando sarà pronto. Poi entusiasma le fidanzate con le storie imbarazzanti dell'infanzia di Touya e impedisce a Kohaku di avvisare il ragazzo della cosa. |                |         |
| 24       | 12 | La nascita del principe e io con il mio smartphone. 「王子誕生、そしてスマートフォンとともに。」 - Ōji tanjō, soshite Sumātofon to tomoni. | 19 giugno 2023 |         |
| 24       | 12 | Kogyoku individua le isole del Bastione e della Torre e le loro custodi Preliora e Pamelanoelle. La Torre è il centro delle isole e funziona come generatore di magia, mentre il Bastione può generare uno scudo magico. Preliora lascia intendere che la professoressa Babylon ha previsto il futuro di Touya. La regina Yuel dà alla luce un bambino, sostituendo Touya come futuro re di Belfast e Touya lo chiama Yamato. Il bambino fa capire alle fidanzate che probabilmente avranno dei figli tra qualche anno. Le guardiane confermano che la professoressa aveva previsto che le nove mogli di Touya avrebbero avuto almeno un figlio ciascuna, il che corrisponde all'esistenza di nove isole di Babilonia. Touya è sconcertato dal fatto di non aver ancora conosciuto le sue due prossime moglie. Tenta senza successo di nascondere l'informazione alle sue fidanzate, che decidono di punirlo per aver cercato di nascondere la cosa come una relazione extraconiugale e lo condannano a baciare ognuna di loro, con sua grande angoscia. Durante una festa per celebrare la nascita di Yamato, il gruppo assiste a uno spettacolo pirotecnico dal balcone del castello. Yumina bacia impulsivamente Touya, facendo si che anche Linze lo baci, mentre Touya si limita a baciare Sue sulla guancia. Lucia scappa imbarazzata e Hildegard sviene. Yae lo bacia, ma si fa prendere dal panico e lo picchia. Anche Elze lo bacia e lo lancia via. In seguito, Elze aiuta Touya ad alzarsi e le mogli sorridono a Touya e continuano a guardare i fuochi d'artificio. Le guardiane trovano la Sfera del Futuro della professoressa e scoprono che le altre due moglie saranno Leen e Sakura. |                |         |

## Accoglienza
A marzo 2017 la pagina della serie su Shōsetsuka ni narō è stata visitata più di cento milioni di volte. Nello stesso anno le copie dei volumi messi in vendita sono ammontati a 200 000. Nel 2018, la light novel e il manga hanno raggiunto i 1.4 milioni di copie vendute.